# Sainte-Radegonde, Aveyron
Sainte-Radegonde är en kommun i departementet Aveyron i regionen Occitanien i södra Frankrike. Kommunen ligger  i kantonen Rodez-Est som ligger i arrondissementet Rodez. År 2022 hade Sainte-Radegonde 1 774 invånare.

## Befolkningsutveckling
Antalet invånare i kommunen Sainte-Radegonde
Referens: INSEE